# 中央新影老故事频道
中央新影老故事频道，原名CCTV老故事频道，是由中央新影集团所属中央新闻纪录电影制片厂开办的数字电视付费频道，也是专业历史纪录片频道。频道于2005年8月8日试播，2006年4月16日正式播出。 
CCTV老故事频道拥有从民国至今百余年的珍贵的历史影片资料，以“国家影像”为基点，以中央新闻纪录电影制片厂典藏的7000多部纪录影片和近50万分钟历史影片资料为核心，经过频道专业的制作队伍对历史事件逐一梳理、编排，制作每一期节目，将昨天的历史用新的形式展现给广大观众。 
“用影像述说历史”的CCTV老故事频道，集中了《新影放映厅》、《亲历》、《人物志》、《往事钩沉》、《图说中国》、《纪录》、《中华文明》等十余个精彩栏目。在CCTV老故事频道，观众可以了解不同时期的真实历史事件，重温老胶片上的历史，并通过相关栏目解密光影背后的点点滴滴。 
CCTV老故事频道的各个栏目真实地记录了辛亥革命、国民大革命、抗日战争、解放战争等历史事件；孙中山、毛泽东、周恩来、宋庆龄等历史伟人；解放区建设、土地改革、和平建设等祖国建设的历史脚步。节目内容涉及政治、经济、军事、外交、工业、交通、农牧、文教、卫生、科技、体育、地理风光、古迹名胜、民族民俗、戏剧、人物等各个方面。 
截止2009年10月，CCTV老故事频道已经在全国100余省/市、自治区落地播出，覆盖用户数超过3000万户。
2020年7月24日起，该频道的播出呼号正式变更为「中央新影老故事频道」，原台标中的双线CCTV标识改为毛泽东手书「中央新影」字样。